# Escuadra negra
Las escuadras negras, bandas negras o «racistas»/«razistas» —este último posiblemente de razia (batida, redada, etc.)— fueron términos usados, sobre todo en Andalucía, España, para referirse a las columnas o grupos paramilitares formados por falangistas, carlistas, cedistas y requetés y sus simpatizantes después del golpe militar en Sevilla liderado por Queipo de Llano al inicio del golpe de Estado en España de julio de 1936. Muchas veces fueron apoyados por terratenientes locales, quienes les suministraban caballos para «patrullas montadas».
Estos «grupos de incontrolados» en palabras de la prensa franquista participaban en la primera fase de la «limpieza política», calificada por Dionisio Ridruejo, futuro director general de Propaganda en el Ministerio de la Gobernación, bajo las órdenes de Ramón Serrano Suñer, como una «represión informal o espontánea», y que más tarde se extenderían en las sacas y el «paseo» (o «paseíllo»).
Algunas de estas bandas alcanzaron cierta notoriedad, como la que asesinó a Federico García Lorca o la columna el Tercio Mora-Figueroa y las lideradas por José García Carranza (Pepe el Algabeño) y por dos futuros alcaldes de Sevilla, Rafael Medina Villalonga, duque de Medinaceli o Ramón de Carranza, marqués de Sotohermoso, o las de Valladolid.